# Eberhard Möller
Eberhard Möller (* 17. April 1936 in Königsee, Thüringen; † 19. Oktober 2015 in Zwickau) war ein deutscher Musikwissenschaftler und Hochschullehrer.

## Leben
Möller studierte 1954 bis 1959 an der Friedrich-Schiller-Universität Jena Musikwissenschaft, Musikerziehung und Germanistik. Danach war er am Pädagogischen Institut in Karl-Marx-Stadt tätig, ab 1960 an der  Pädagogischen Hochschule Zwickau. 1964 wurde er promoviert und hatte 1971 bis 1975 einen Lehrauftrag an der Musikhochschule Dresden.
1993 folgte seine Habilitation, und 1994 begann er eine Lehrtätigkeit an der  Technischen Universität Chemnitz, die ihn 1998 zum Professor für Musikwissenschaft berief. Nach seiner Emeritierung zog er wieder nach Zwickau.
Seine Forschungsschwerpunkte waren die Komponisten Heinrich Schütz und Robert Schumann sowie die Musikgeschichte des 17. Jahrhunderts und die Musikkultur Mitteldeutschlands.

## Publikationen

### Bücher (Auswahl)
- Ihr sollet Schatz und nicht mehr Schütze heissen. Gereimtes und Ungereimtes über Heinrich Schütz. Eine Quellensammlung 1613–1834, hrsg. von Eberhard Möller, Friederike Böcher und Christine Haustein, Altenburg: Kamprad 2003; ISBN 978-3930550302 (Google Books)
- Musikalien der Ratsschulbibliothek Zwickau. Ergänzungen zur Bibliographie von Reinhard Vollhardt, Leipzig: Gudrun Schröder Verlag 2008; ISBN 978-3-926196-52-1 (PDF)
- Briefwechsel Robert und Clara Schumanns mit der Familie Wieck, hrsg. von Eberhard Möller (= Schumann-Briefedition, Serie I, Band 2), Köln: Dohr 2011; ISBN 978-3-86846-046-9
- Briefwechsel Robert und Clara Schumanns mit der Familie Bargiel, hrsg. von Eberhard Möller (= Schumann-Briefedition, Serie I, Band 3), Köln: Dohr 2011; ISBN 978-3-86846-008-7
- Beiträge zur Schütz-Forschung (= Schütz-Dokumente, Band 2), hrsg. von Michael Heinemann, Köln: Dohr 2012; ISBN 978-3-936655-81-0

### Aufsätze (Auswahl)
- Fünf unveröffentlichte Briefe von Max Reger an Georg Göhler, in: Beiträge zur Musikwissenschaft, Bd. 24 (1982), S. 276–282
- Ein unbekanntes Bild von Heinrich Schütz in der Ratsschulbibliothek Zwickau, in: Beiträge zur Musikwissenschaft, Bd. 25 (1983), S. 297f.
- Ein Waldenburger Inventarium als Schütz-Quelle, in: Schütz-Jahrbuch, Bd. 9 (1987), S. 117f.
- Die Nachkommen von Heinrich Schütz, in: Schütz-Jahrbuch, Bd. 10 (1988), S. 41–49
- Heinrich Schütz als Pate, in: Schütz-Jahrbuch, Bd. 11 (1989), S. 23–31
- Ein unveröffentlichter Briefwechsel zwischen Alban Berg und Georg Göhler, in: Beiträge zur Musikwissenschaft, Bd. 31 (1989), 4, S. 279–282
- The Merry Musician. Eine unbeachtete Händel-Quelle, in: Händel-Jahrbuch, Bd. 36 (1990), S. 171–174
- Drei unveröffentlichte Gutachten von Niels W. Gade, Felix Mendelssohn Bartholdy und Robert Schumann über Robert Franz , in: Die Musikforschung, Bd. 44 (1991), S. 156–158
- Ein unbeachtetes Stammbuchblatt von Johann Hermann Schein , in: Die Musikforschung, Bd. 47 (1994), S. 158–161
- Bohemica in der Musikabteilung der Ratsschulbibliothek Zwickau, in: Musikgeschichte zwischen Ost- und Westeuropa (1997), S. 387–392
- Das Sterbehaus von Heinrich Schütz und die Neuberin, in: Schütz-Jahrbuch, Bd. 22 (2000), S. 129–134
- Heinrich Schütz und August Buchner, in: Schütz-Jahrbuch, Bd. 24 (2002), S. 123–140
- Gottlob Wiedebein, Carl Gottlieb Reissiger und die frühen Lieder von Robert Schumann, in: Schumann-Studien (2004), S. 119–136
- Robert Schumann und das Volkslied, in: Schumann-Studien (2006), S. 199–214
- Eine unbekannte Trauermusik von Heinrich Schütz, in: Schütz-Jahrbuch, Bd. 33 (2011), S. 143–150
- Disputationen mit Widmungen an Heinrich Schütz, in: Schütz-Jahrbuch, Bd. 35 (2013), S. 167–170